# Loituma
Loituma – fiński kwartet łączący fińskie tradycje wokalne z dźwiękami kantele.

## Historia
Pierwszym wcieleniem zespołu Loituma był septet zwany Jäykkä Leipä (fin. Czerstwy chleb) powstały jesienią 1989 na wydziale Muzyki Ludowej muzycznej akademii Sibeliusa. W oryginalnym składzie znajdowali się wokaliści Sanna Kurki-Suonio i Tellu Paulasto, którzy później wyjechali do Szwecji, by dołączyć do zespołu Hedningarna, którego członkinią jest również Anita Lehtola. 
Przez lata grupa podążała swoją własną muzyczną ścieżką, wykorzystując różne muzyczne wpływy w swej twórczości, dzieląc ją na nurty muzyczne o różnych pochodzeniach. W 1997 zespół wybrano kapelą roku na festiwalu muzyki folkowej w Kaustinen.
W maju 2006 fragment utworu w ich wykonaniu zatytułowanego „Ievan Polkka” użyto w animacji wykonanej we Flashu, która jako mem szybko rozpowszechniła się w Internecie. Zapętlona animacja wykorzystuje fragment z anime Bleach (odcinek drugi) i przedstawia dziewczynkę (Orihime Inoue) obracającą trzymanym w ręce, popularnym w Japonii, czosnkiem dętym (jap. negi, 葱), często błędnie określanym jako por. W oczywisty sposób animacja nie ma żadnego związku z treścią piosenki.

## Skład
- Hanni-Mari Autere – śpiew, 5-strunowa kantele, kontrabas, skrzypce, altówka, bęben Lapin
- Anita Lehtola – śpiew, 5-strunowa kantele
- Sari Kauranen – śpiew, kantele
- Timo Väänänen – śpiew, kantele

## Dyskografia

### Albumy studyjne
- Loituma (1995)
- Kuutamolla (1998)